# Porac

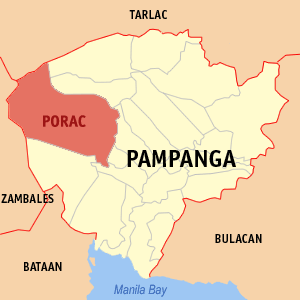
Bản đồ Pampanga với vị trí của Porac

Porac là một đô thị hạng 1 ở tỉnh Pampanga, Philippines. Đây là đô thị lớn nhất ở Pampanga. Porac giáp Mabalacat, Thành phố Angeles và Bamban, Tarlac về phía bắc, San Marcelino và Botolan cũng như Zambales về phía tây, Bacolor và Santa Rita về phía đông, Guagua và Floridablanca về phía nam. Theo điều tra dân số năm 2000, đô thị này có dân số 80.757 người trong 15,686 hộ.

## Barangay
Porac được chia thành 29 barangay.
| - Babo Pangulo - Babo Sacan (Guanson) - Balubad - Calzadang Bayu - Camias - Cangatba - Diaz - Dolores (Hacienda Dolores) - Jalung - Mancatian - Manibaug Libutad - Manibaug Paralaya - Manibaug Pasig - Manuali - Mitla Proper - Model Community (Tokwing) | - Palat - Pias - Pio - Planas - Poblacion - Pulung Santol - Salu - San Jose Mitla - Santa Cruz - Sepung Bulaun (Baidbid) - Siñura(Seniora) - Villa Maria (Aetas) - Inararo (Aetas) - Sapang Uwak (Aetas) |